# Fort de Vaux
Fort de Vaux – jeden z fortów twierdzy otaczającej miasto Verdun we Francji. Miejsce zaciętych walk w trakcie bitwy pod Verdun podczas I wojny światowej.

## Historia
Budowę fortu Vaux rozpoczęto w 1881 i ukończono w 1884. Był elementem umocnień osłaniających dolinę Woëvre (→System Séré de Rivières’a). Przez swoje położenie zapewniał obrońcom wgląd w stanowiska przeciwnika. Początkowo było to umocnienie ceglano-ziemne, ale w 1888 strop wzmocniono 2,5-metrową warstwą betonu, oddzieloną od stropu murowanego jednometrową warstwą piachu. W 1912 zakończono kolejny etap prac modernizacyjnych.
Fort był typową dla fortyfikacji tego okresu budowlą, o narysie zbliżonym do regularnego pięcioboku. Składał się z dwupoziomowych koszar szyjowych połączonych z pancerną wieżą dwóch armat 75 mm, dwóch tradytorów międzypola (tzw. kazamaty Bourges) uzbrojonych w 4 armaty 75 mm i trzech pancernych punktów obserwacyjnych. Otaczająca fort sucha fosa była broniona przez podwójną kaponierę czołową i dwie półkaponiery połączone z wnętrzem fortu poternami, czyli podziemnymi chodnikami (o konstrukcji betonowej). Cysterny zapewniały zapas wody dla 250 osobowej załogi. W przededniu I wojny światowej fort był dobrze uzbrojony i przygotowany do walki.
Początkowy przebieg działań wojennych (przede wszystkim szybkie zdobycie przez Niemców belgijskich twierdz) spowodował, że dowództwo francuskie uznało forty dookoła Verdun za trudne do obrony i zdecydowało o usunięciu garnizonu fortu Vaux oraz o jego częściowym rozbrojeniu. W forcie usunięto działa z tradytorów i przygotowano obiekt do wysadzenia.

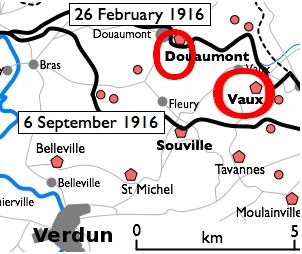
Położenie fortu

21 lutego 1916 ruszyła wielka ofensywa niemiecka mająca na celu zdobycie miasta Verdun. Fort został ostrzelany przez ciężką artylerię niemiecką. 26 lutego pocisk 420 mm zniszczył system zaminowania fortu, a w kilka dni później kolejny pocisk zniszczył wieżę pancerną dział 75 mm. W ten sposób fort stracił jedyną broń umożliwiającą ostrzał przedpola.
Fort został ponownie obsadzony i przygotowany do obrony 26 lutego, gdy był już uszkodzony.
Przez następne miesiące nieustające ataki Niemców pozwoliły im zbliżyć się do fortu i przygotować się do jego szturmu. Przed decydującym starciem sytuacja w forcie była trudna. Częściowo zniszczone były podziemne chodniki, zbiorniki na wodę były pęknięte. Wiele dział zostało wymontowanych przed bitwą, pozostałe były już zniszczone. Dowództwo fortu objął kapitan Sylvain Eugène Raynal mając do dyspozycji 670 ludzi.
1 czerwca 1916 fort został otoczony i Niemcy dotarli do przeciwskarp, a następnie poprzez półkaponierę i jej korytarz wdarli się do wnętrza fortu, skąd zostali wyparci. Mimo braku wody (od 3 czerwca wydzielano 1 litr na osobę dziennie, a od 4 czerwca pół litra), użycia gazów i miotaczy ognia fort walczył, na ataki odpowiadając kontratakami. Z braku wody żołnierze pili swój mocz. Niemcy zdobywali teren z szybkością 5 metrów dziennie. Łączność z dowództwem została przerwana. 4 czerwca kapitan Raynal wysłał swojego ostatniego gołębia pocztowego, który dotarł z meldunkiem, ale natychmiast zakończył życie zatruty gazami bojowymi. Na ścianie fortu umieszczono później tablicę mu poświęconą.
Tego samego dnia został wysłany dziewięcioosobowy patrol w celu nawiązania łączności. Po wykonaniu zadania do fortu wróciło tylko dwóch żołnierzy: oficer Buffet i podoficer Frette. O zaciętości walk świadczy kontratak 23 kompanii 238 Pułku Piechoty, która została zniszczona w ciągu 3 godzin walki. Ze 172 ludzi Niemcy wzięli do niewoli 22 żołnierzy, reszta zginęła w walce.
Po wyczerpaniu wszelkich możliwości obrony i braku łączności oraz braku wody i pomocy dla rannych (w szpitaliku przewidzianym na 6 osób w momencie kapitulacji przebywało 78 rannych) fort poddał się 7 czerwca 1916.
Dowódca fortu został uhonorowany przez Niemców szablą honorową. Dowództwo francuskie dowiedziało się o utracie fortu dopiero z komunikatu niemieckiego.
Francuzi ponownie zajęli fort 2 listopada 1916.
Fort de Vaux jest jednym z symboli francuskiego oporu w czasie I wojny światowej.